# Pedro Nolasco
Pedro Julio Nolasco (La Romana, 20 febbraio 1962 – La Romana, 15 settembre 1995) è stato un pugile dominicano.

## Palmarès

### Olimpiadi
- 1 medaglia:
  - 1 bronzo (Los Angeles 1984 nei pesi gallo)

### Giochi panamericani
- 2 medaglie:
  - 2 argenti (San Juan 1979 nei pesi mosca; Caracas 1983 nei pesi gallo)